# Energieallianz Austria
Die Energieallianz Austria GmbH (Eigenschreibweise: ENERGIEALLIANZ Austria GmbH) ist ein österreichisches Energievertriebs- und Handelsunternehmen. Es entstand 2001 im Zuge der Liberalisierung der Energieversorgung aus den Vertriebsaktivitäten der ostösterreichischen Landesenergieversorger EVN, Wien Energie sowie der Burgenland Energie. Die EAA verkauft Strom und Erdgas in Österreich und Deutschland.

## Unternehmensstruktur und -funktion
Eigentümer der EAA sind die EVN (45 %), Wien Energie (45 %) sowie Burgenland Energie (10 %). Die EAA ist Komplementär von drei Energievertriebs-KGs, welche die Kunden in den angestammten Verteilnetzen der drei Eigentümer mit Strom und Gas versorgt:
- EVN Energievertrieb GmbH & Co KG
- Wien Energie Vertrieb GmbH & Co KG
- BE Vertrieb GmbH & Co KG

Marken und Tochtergesellschaft:
- Switch: Massenkundengeschäft (Private und kleineres Gewerbe)
- Naturkraft Energievertriebsgesellschaft: Ökostrom

Daneben bietet die EAA auch andere energiebezogene Dienstleistungen an.
Der Sitz der Gesellschaft befindet sich im Vienna Twin Tower, Wien. Weitere Niederlassungen sind in Linz und Essen.

## Kennzahlen
2023/2024
- Kundenanlagen:  2,7 Mio.
- Verkauf Strom: 18,6 TWh
- Verkauf Erdgas: 8,7 TWh
- Umsatz: 4,5 Mrd. €
- Handelsmenge Strom: 60,7 TWh
- Handelsmenge Erdgas: 5,7 TWh
- Handelsmenge Co2-Zertifikate in Tonnen: 23 Mio.
- Handelsmenge Herkunftsnachweise: 26 TWh